# Acrapex prospera
Acrapex prospera is een vlinder van de familie van de uilen (Noctuidae). De wetenschappelijke naam van deze soort is voor het eerst voorgesteld door Hermann Hacker en Michael Fibiger in een publicatie uit 2001.
De soort komt voor in Jemen.